# Légolas
En Légolas Fullverd és un personatge fictici de l'univers de J.R.R. Tolkien, la Terra Mitjana. És un elf síndar, fill del rei Thranduil del regne èlfic del Bosc Llobregós, i va formar part de la Germandat de l'Anell que va acompanyar en Frodo Saquet en el seu viatge de recerca per destruir l'Anell.
El seu nom significa Fulla Verda en sindarin (laeg=verd, golas=fulla). Així, "fullverd" no és ni un epítet ni un cognom, sinó la traducció literal del seu nom en la llengua comuna.
Vesteix amb tons verds i marrons, i va armat amb arc i fletxes. El personatge d'en Légolas és l'elf per antonomàsia de la literatura fantàstica, exercint una gran influència sobre obres posteriors.

## Biografia

### Abans de la descoberta de l'Anell
En Légolas és el fill del rei Thranduil del Reialme èlfic del nord del Bosc Llobregós, que apareix a El hòbbit on és conegut simplement com a "el Rei dels Elfs". Tot i que en Légolas i el seu pare són d'origen síndar (van viure a Dòriath), els seus súbdits són elfs silvans, i han adoptat molts dels seus costums.
És probable que participés en el bàndol dels elfs a la batalla dels Cinc Exèrcits.

### El Senyor dels Anells
En Légolas va assistir al Consell de n'Élrond representant el seu pare, i per comunicar que en Gòl·lum s'havia escapat. Un cop es va decidir que l'Anell havia de ser destruït, va ser escollit per acompanyar en Frodo Saquet en la missió.
Després de creuar Mòria, la Germandat de l'Anell va entrar als boscos de Lothlórien, on en Légolas va actuar d'intermediari amb els elfs que hi vivien. Com a obsequi de la Senyora Galàdriel va rebre un arc.
En un inici, hi ha friccions entre en Légolas i en Guimli a causa de l'antiga enemistat entre elfs i nans que ve des del temps de la destrucció de Dòriath, i també perquè el pare d'en Légolas va fer presoners el pare d'en Guimli i els seus companys quan travessaven el Bosc Llobregós (com s'explica a El hòbbit). Amb el temps, però, en Légolas i en Guimli es fan grans amics.
Després de la dissolució de la germandat, en Légolas va participar en la Batalla de la Gorja de n'Helm, va ser present a l'expulsió d'en Sàruman de l'orde dels Istari, va acompanyar n'Àragorn pels Camins dels Morts, i va presentar batalla contra les hosts de Mórdor als Camps de Pélennor i davant la Porta Negra.

### Després de la caiguda d'en Sàuron
Després de la destrucció de l'Anell va quedar-se a Minas Tirith un temps més, per presenciar la coronació de n'Àragorn i el seu casament amb n'Arwen. Va tornar a casa amb el nan Guimli, travessant el bosc de Fàngorn. Més tard, va anar a viure a Ithílien acompanyat d'alguns elfs, on es va dedicar a recuperar els boscos devastats per la guerra.
Després de la mort del rei Elèssar (Àragorn), va construir un vaixell que ell i el seu amic Guimli van fer servir per salpar cap a l'oest, cap a les Terres Immortals.

## Adaptacions
En la versió cinematogràfica de Peter Jackson, l'actor Orlando Bloom interpreta l'elf Légolas en les tres pel·lícules de la trilogia.

## Disputes freqüents

### Edat
L'edat d'en Légolas és objecte de debat. Tolkien va dir que és més gran que n'Àragorn i en Guimli, així que com a mínim té 139 anys al començament dels llibres.
En un passatge de Les Dues Torres, en Légolas menciona que les fulles del Bosc Llobregós han caigut 500 cops des que es va construir Meduseld. Segons com s'interpreti el passatge, això pot determinar l'edat mínima de l'elf en 500 anys.
Pel que fa a l'edat màxima, encara hi ha més disparitat. La tesi més estesa és que el límit superior estaria al voltant dels 800 anys, però tampoc no hi ha cap referència al text que digui que no pugui haver nascut fins i tot a la Primera Edat.

### Color de cabell
El seu pare Thranduil és ros i, per tant, molts dedueixen que ell també ho ha de ser (en la versió de Peter Jackson, en Légolas és ros).
Però aquest passatge de la Germandat de l'Anell, genera polèmica:
"En Frodo va aixecar el cap envers l'elf que s'erigia davant seu, mirant en la foscor, buscant un objectiu al qual disparar. El seu cap era fosc, coronat per estrelles blanques que brillaven el cel negre darrere seu."
Alguns diuen que el cap és "fosc" perquè és de nit, mentre que d'altres creuen que el color dels cabells queda determinat com a negre.